# Сан-Джузеппе-дей-Фаленьямі

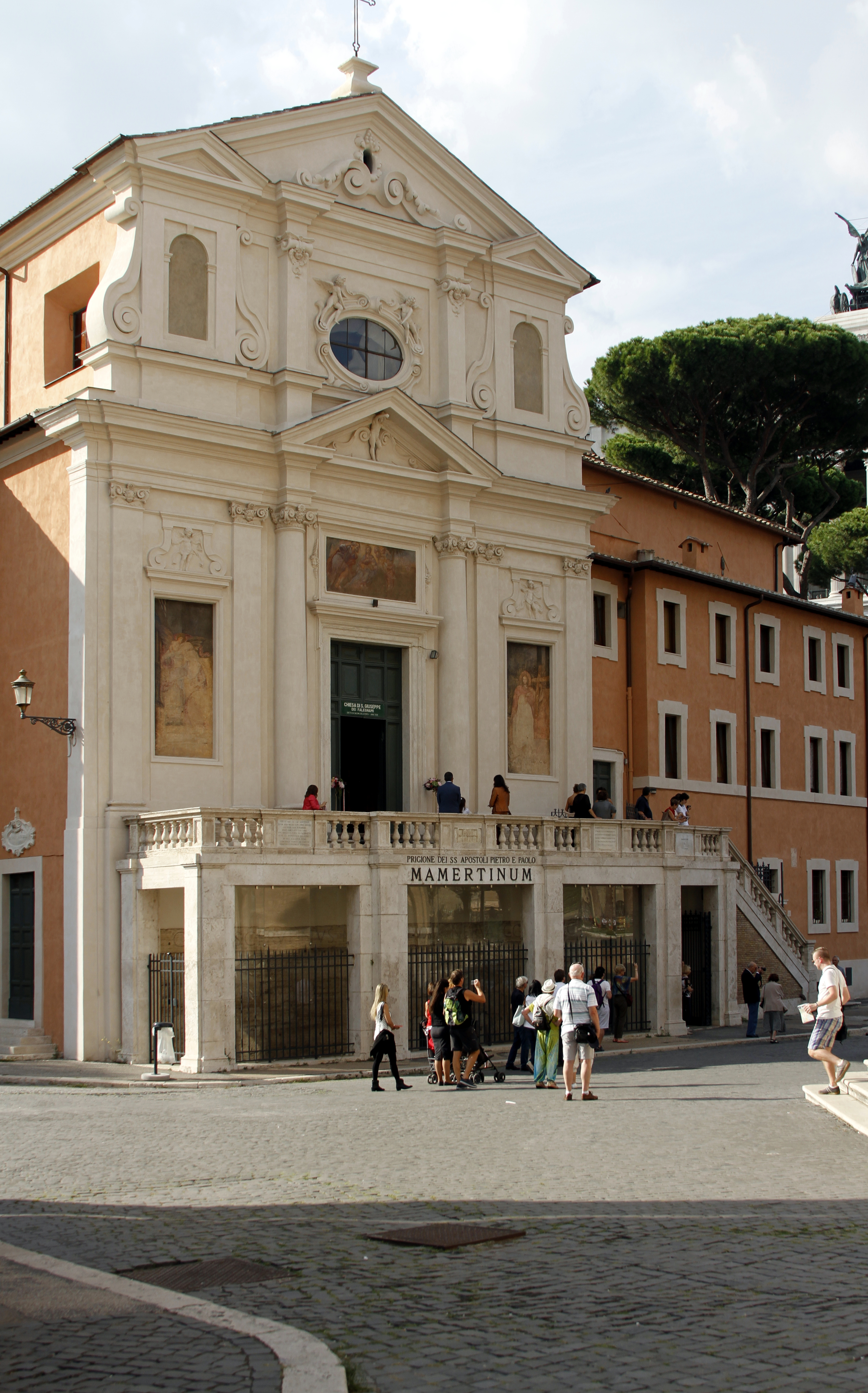
Фасад арх. Джованні Баттіста Монтано. Сан-Джузеппе-дей-Фаленьямі

Сан-Джузеппе-дей-Фаленьямі (італ. San Giuseppe dei Falegnami) — церква в Римі на Clivus Argentarius біля Римського Форуму. Церква побудована над Мамертинською в'язницею. Тут за переказами провели свої останні дні апостоли Петро й Павло, внаслідок чого папа Сильвестр, за бажанням імператора Костянтина, присвятив це місце обом апостолам. 

## Історія
Спочатку на місці в'язниці була побудована каплиця Сан-П'єтро-ін-Карцере (італ. San Pietro in Carcere), на поверхні якої пізніше була розташована церква. 
У 1540 році Цех теслярів (італ. Congregazione dei Falegnami) отримав у користування цю каплицю. 
У 1597 почалися роботи над новою церквою присвяченою покровителю теслярів Йосипу Обручнику. Роботи закінчилися у 1663 році посвятою церкви. 
У 1886 році проведена реставрація церкви й збудовано нову апсиду.

## Зовнішній вигляд
Фасад церкви є піднятим над рівнем дороги, оскільки в 1930 роках на місці, що межує з церквою, були провоедені розкопки для доступу в Мамертинську в'язницю. 
Інтер'єр церкви складається з центральної нави й двох бічних каплиць. Внутрішнє оздоблення з 19 століття. 
Найцікавішою митецькою роботою є картина Карло Маратті Народження Христа (1651). До церкви прибудовано ораторіум та каплицю Cappella del Crocifisso будови 16 століття, яка займає місце між підлогою церкви й склепінням Мамертинської в'язниці.

## Титульна дияконія
З 2012 церква Сан-Джузеппе-дей-Фаленьямі є титульною дияконією католицької церкви. Кардинал-диякон церкви з 18 лютого 2012 року є Франческо Коккопальмеріо, голова папської ради з інтерпретації законодавчих текстів.